# Crisi del Timor Oriental (1999)

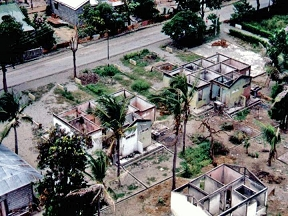
Dili 1999

La crisi del Timor Oriental de l'any 1999 va començar quan les forces contràries a la independència d'aquest país van atacar civils i van crear una situació de violència generalitzada a tota la regió, especialment a la capital, Dili. La violència va esclatar després que la majoria d'habitants del Timor Oriental van votar a favor de la independència d'Indonèsia en el referèndum del 1999. En els incidents hi van morir unes mil quatre-centes persones, i es va haver de desplegar una força de l'ONU (la InterFET, formada principalment per efectius de l'exèrcit australià) per pacificar la situació.

## Detalls

### Antecedents: el referèndum
L'any 1999, el govern indonesi va decidir, després de fortes pressions internacionals encapçalades per Portugal, organitzar un referèndum per decidir el futur del Timor Oriental. El referèndum es va fer el 30 d'agost, i va mostrar que una clara majoria de la població (un 78,5%) estava a favor de la independència, i que no acceptava ni tan sols l'oferta alternativa de ser una província autònoma dins d'Indonèsia, que s'havia de conèixer amb el nom de Regió Autònoma Especial del Timor Oriental (SARET, en les sigles en anglès).

### Violència
Immediatament després de les votacions, les forces paramilitars proindonèsies, que tenien el suport de l'exèrcit d'aquest país, i els mateixos soldats indonesis van començar una campanya de violència i terrorisme en represàlia pels resultats. Els militars i paramilitars van assassinar unes mil quatre-centes persones i en van forçar unes tres-centes mil a desplaçar-se com a refugiades a Timor Occidental. A més, van destruir la majoria de les infraestructures del país (cases, sistemes d'irrigació, sistemes de proveïment d'aigua, escoles i gairebé tota la xarxa elèctrica). Segons Noam Chomsky, «en un mes, aquesta gran operació militar va assassinar unes dues mil persones, va violar centenars de dones i noies, va desplaçar tres quartes parts de la població i va destruir el 75 per cent de les infraestructures del país».

### InterFET
El 20 de setembre del 1999 es van desplegar les tropes de pau de la Força Internacional pel Timor Oriental (InterFET), sota comandament australià, que van pacificar la situació ràpidament. Arreu del món, i especialment a Portugal, Austràlia i els Estats Units, diversos activistes van pressionar els seus governs perquè hi intervinguessin, i el president nord-americà Bill Clinton va arribar a amenaçar Indonèsia, que passava una difícil situació econòmica, de retirar-li els préstecs del Fons Monetari Internacional. El govern d'Indonèsia va acceptar replegar les seves forces i cedir el control de Timor a una força multinacional. Les Nacions Unides no tenien prou recursos per combatre els paramilitars, i per això, mitjançant la Resolució 1.264 del seu Consell de Seguretat, van autoritzar la creació d'una força especial anomenada InterFET (Força Internacional pel Timor Oriental). En aquesta força hi van participar uns 9.900 soldats de disset països; 4.400 eren australians, i de la resta la majoria venien de països del sud-est asiàtic. El responsable de la InterFET era el general de divisió Peter Cosgrove.